# Draft de l'NBA del 1992

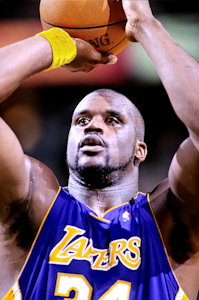
Fotografia de Shaquille O'Neal.

El draft de l'NBA del 1992 va ser el 24 de juny de 1992 a Portland, Oregon.

## Primera ronda
|  | = All-Star |

| Nº | Jugador                    | Nacionalitat | Equip de l'NBA                                           | Universitat/Club anterior |
| -- | -------------------------- | ------------ | -------------------------------------------------------- | ------------------------- |
| 1  | Shaquille O'Neal (C)       | Estats Units | Orlando Magic                                            | LSU                       |
| 2  | Alonzo Mourning (C)        | Estats Units | Charlotte Hornets                                        | Georgetown                |
| 3  | Christian Laettner (PF)    | Estats Units | Minnesota Timberwolves                                   | Duke                      |
| 4  | Jimmy Jackson (SG)         | Estats Units | Dallas Mavericks                                         | Ohio State                |
| 5  | LaPhonso Ellis (PF)        | Estats Units | Denver Nuggets                                           | Notre Dame                |
| 6  | Tom Gugliotta (PF)         | Estats Units | Washington Bullets                                       | NC State                  |
| 7  | Walt Williams (SF)         | Estats Units | Sacramento Kings                                         | Maryland                  |
| 8  | Todd Day (SG)              | Estats Units | Milwaukee Bucks                                          | Arkansas                  |
| 9  | Clarence Weatherspoon (PF) | Estats Units | Philadelphia 76ers                                       | Southern Miss             |
| 10 | Adam Keefe (PF)            | Estats Units | Atlanta Hawks                                            | Stanford                  |
| 11 | Robert Horry (SF)          | Estats Units | Houston Rockets                                          | Alabama                   |
| 12 | Harold Miner (SG)          | Estats Units | Miami Heat                                               | USC                       |
| 13 | Bryant Stith (SG)          | Estats Units | Denver Nuggets (dels New Jersey)                         | Virginia                  |
| 14 | Malik Sealy (SF)           | Estats Units | Indiana Pacers                                           | St. John's                |
| 15 | Anthony Peeler (SG)        | Estats Units | Los Angeles Lakers                                       | Missouri                  |
| 16 | Randy Woods (PG)           | Estats Units | Los Angeles Clippers                                     | La Salle                  |
| 17 | Doug Christie (SG)         | Estats Units | Seattle SuperSonics                                      | Pepperdine                |
| 18 | Tracy Murray (SF)          | Estats Units | Milwaukee Bucks                                          | UCLA                      |
| 19 | Don MacLean (PF)           | Estats Units | Detroit Pistons (cedit als Washington via L.A. Clippers) | UCLA                      |
| 20 | Hubert Davis (SG)          | Estats Units | New York Knicks                                          | North Carolina            |
| 21 | Jon Barry (SG)             | Estats Units | Boston Celtics                                           | Georgia Tech              |
| 22 | Oliver Miller (C)          | Estats Units | Phoenix Suns                                             | Arkansas                  |
| 23 | Lee Mayberry (PG)          | Estats Units | Milwaukee Bucks (dels Utah)                              | Arkansas                  |
| 24 | Latrell Sprewell (SG)      | Estats Units | Golden State Warriors                                    | Alabama                   |
| 25 | Elmore Spencer (C)         | Estats Units | Los Angeles Clippers (dels Cleveland)                    | UNLV                      |
| 26 | Dave Johnson (SF)          | Estats Units | Portland Trail Blazers                                   | Syracuse                  |
| 27 | Byron Houston (PF)         | Estats Units | Chicago Bulls                                            | Oklahoma State            |

## Segona ronda
| Nº | Jugador                | Nacionalitat | Equip de l'NBA         | Universitat/Club anterior |
| -- | ---------------------- | ------------ | ---------------------- | ------------------------- |
| 28 | Marlon Maxey (PF)      | Estats Units | Minnesota Timberwolves | UTEP                      |
| 29 | P.J. Brown (PF)        | Estats Units | New Jersey Nets        | Louisiana Tech            |
| 30 | Sean Rooks (PF/C)      | Estats Units | Dallas Mavericks       | Arizona                   |
| 31 | Reggie Smith (C)       | Estats Units | Portland Trail Blazers | TCU                       |
| 32 | Brent Price (G)        | Estats Units | Washington Bullets     | Oklahoma                  |
| 33 | Corey Williams (G)     | Estats Units | Chicago Bulls          | Oklahoma State            |
| 34 | Chris Smith (G)        | Estats Units | Minnesota Timberwolves | Connecticut               |
| 35 | Tony Bennett (G)       | Estats Units | Charlotte Hornets      | Wisconsin-Green Bay       |
| 36 | Duane Cooper (G)       | Estats Units | Los Angeles Lakers     | Southern California       |
| 37 | Isaiah Morris (F)      | Estats Units | Miami Heat             | Arkansas                  |
| 38 | Elmer Bennett (G)      | Estats Units | Atlanta Hawks          | Notre Dame                |
| 39 | Litterial Green (G)    | Estats Units | Chicago Bulls          | Georgia                   |
| 40 | Steve Rogers (SG/SF)   | Estats Units | New Jersey Nets        | Alabama State             |
| 41 | Popeye Jones (F)       | Estats Units | Houston Rockets        | Murray State              |
| 42 | Matt Geiger (C)        | Estats Units | Miami Heat             | Georgia Tech              |
| 43 | Predrag Danilović (SG) | Iugoslàvia   | Golden State Warriors  | KK Partizan (Iugoslàvia)  |
| 44 | Henry Williams (G)     | Estats Units | San Antonio Spurs      | UNC-Charlotte             |
| 45 | Chris King (F)         | Estats Units | Seattle SuperSonics    | Wake Forest               |
| 46 | Robert Werdann (C)     | Estats Units | Denver Nuggets         | St. John's                |
| 47 | Darren Morningstar (C) | Estats Units | Boston Celtics         | Pittsburgh                |
| 48 | Brian Davis (F/G)      | Estats Units | Phoenix Suns           | Duke                      |
| 49 | Ron Ellis (PF)         | Estats Units | Phoenix Suns           | Louisiana Tech            |
| 50 | Matt Fish (F)          | Estats Units | Golden State Warriors  | UNC-Wilmington            |
| 51 | Tim Burroughs (PF)     | Estats Units | Minnesota Timberwolves | Jacksonville              |
| 52 | Matt Steigenga (F)     | Estats Units | Chicago Bulls          | Michigan State            |
| 53 | Curtis Blair (PG)      | Estats Units | Houston Rockets        | Richmond                  |
| 54 | Brett Roberts (SF)     | Estats Units | Sacramento Kings       | Morehead State            |

## Jugadors destacats no escollits
- Darrick Martin, UCLA
- David Wesley, Baylor